# Ed TV
Az Ed TV (eredeti címén: EDtv) 1999-es amerikai vígjáték Matthew McConaughey és Woody Harrelson főszereplésével.

## Történet
Ed Pekurny (Matthew McConaughey) átlagos fickó, akire az a választás esett, hogy övé legyen valóságszerű tévésorozat főszerepe. Egy csapásra sztár lesz, a nézettségi mutatók pedig az egekben. Minden mesés, amíg szerelmes nem lesz Shariba (Jenna Elfman), a bátyja Ray (Woody Harrelson) barátnőjébe, akinek nem igazán tetszik, hogy nem ő, hanem Ed a főszereplő.

## Szereplők
| Karakter             | Színész             | Magyar hang (1. változat) | Magyar hang (2. változat) |
| -------------------- | ------------------- | ------------------------- | ------------------------- |
| Ed "Eddie" Pekurny   | Matthew McConaughey | Reisenbüchler Sándor      | Nagy Ervin                |
| Shari                | Jenna Elfman        | Mezei Kitty               |                           |
| Ray Pekurny          | Woody Harrelson     | Széles László             | Stohl András              |
| Jeanette             | Sally Kirkland      | Szabó Éva                 |                           |
| Al                   | Martin Landau       | Gruber Hugó               | Beregi Péter              |
| Cynthia Topping      | Ellen DeGeneres     | Csere Ágnes               |                           |
| Mr. Whitaker         | Rob Reiner          | Kristóf Tibor             | Papp János                |
| Henry "Hank" Pekurny | Dennis Hopper       | Szersén Gyula             |                           |
| Jill                 | Elizabeth Hurley    |                           |                           |
| John                 | Adam Goldberg       | Megyeri János             | Czvetkó Sándor            |
| Marcia               | Viveka Davis        | Szénási Kata              | Nemes Takách Kata         |
| Ken                  | Clint Howard        | Kálloy Molnár Péter       | Háda János                |
| Keith                | Geoffrey Blake      |                           |                           |
| Feleség              | Gail Boggs          |                           |                           |
| Felicia              | Jenna Byrne         |                           |                           |
| Ms. Seaver           | Merrin Dungey       |                           |                           |
| McIlvaine            | Ian Gomez           |                           |                           |
| Clint                | Gavin Grazer        |                           |                           |
| Paul                 | Chris Hogan         | Kárpáti Levente           |                           |
| TV-műsor résztvevője | Arianna Huffington  |                           |                           |
| Férj                 | Larry Flash Jenkins | Kajtár Róbert             |                           |
| Rita                 | Wendle Josepher     | Csondor Kata              |                           |
| Desipio              | Scott LaRose        |                           |                           |
| Terry                | John Livingston     |                           |                           |
| Fügés hölgy          | Mitzi McCall        | Örkényi Éva               |                           |
| Dr. Geller           | Jim Meskimen        |                           | Galambos Péter            |
| Benson               | Don Most            |                           |                           |
| Barry                | Rick Overton        |                           |                           |
| Tad                  | James Ritz          |                           |                           |
| Önmaga               | RuPaul              | Erdélyi Mari              |                           |
| Alice                | Rusty Schwimmer     | Biró Anikó                |                           |
| Jack                 | Steven Shenbaum     | Kapácsy Miklós            |                           |
| Greg                 | Gedde Watanabe      | Holl Nándor               |                           |
| TV-műsor moderátora  | Harry Shearer       | Vizy György               |                           |
| TV-műsor résztvevője | Michael Moore       |                           |                           |
| TV-műsor résztvevője | Merrill Markoe      |                           |                           |
| TV-műsor résztvevője | George Plimpton     |                           |                           |
| Önmaga               | Jay Leno            |                           | Bácskai János             |
| Moe                  | Rod Tate            | Ifj. Jászai László        |                           |